# Mesostigmatophyceae
Mesostigmatophyceae — це клас базальних зелених водоростей, які зустрічаються в прісній воді. У вузькому обмеженні клас містить один рід, Mesostigma. Потім AlgaeBase розміщує замовлення в межах свого околиці Charophyta. Кладу, що містить Chlorokybus і Spirotaenia, можна додати або розглядати як сестринську, а Chlorokybus помістити в окремий клас, Chlorokybophyceae. У широкому розумінні Mesostigmatophyceae можна вважати сестрами всіх інших зелених водоростей або сестрами всіх Streptophyta.